# Ewa Jakubiec
Ewa Jakubiec (ur. 1 kwietnia 1996 w Nysie) – polska pielęgniarka i modelka, Miss Polonia 2023.

## Życiorys
Ewa Jakubiec urodziła się w Nysie i tam skończyła Liceum Ogólnokształcące Carolinum, lecz pochodzi ze Słupic w gminie Pakosławice. We Wrocławiu studiowała pielęgniarstwo i pracowała w tym zawodzie, w klinice medycyny estetycznej. Zajmowała się przy tym także modellingiem.
W 2020 roku została Miss Dolnego Śląska, a 17 stycznia 2021 uczestniczyła w finale Miss Polski 2020, awansując do pierwszej dziesiątki.
30 czerwca 2023 została wybrana Miss Polonia 2023. Była wtedy w trakcie pielęgniarskiej specjalizacji anestezjologicznej i studiowała zdrowie publiczne na Uniwersytecie Medycznym we Wrocławiu. 
22 grudnia 2023 Jakubiec reprezentowała Polskę na konkursie Miss Earth 2023, lecz nie awansowała do najlepszej dwudziestki kandydatek.
28 czerwca 2024 przekazała koronę Miss Polonia 2024 Mai Klajdzie, która zastąpiła ją jako reprezentantka w konkursie Miss World 2025, zdobywając tytuł II wicemiss. Jakubiec pojechała za to na konkurs Miss International 2024 do Japonii. Dostała się tam do finałowej ósemki kandydatek.